# Юнацький чемпіонат Європи з футболу (U-19) 2022 (кваліфікаційний раунд)
Юнацький чемпіонат Європи з футболу (U-19) 2022 кваліфікаційний раунд — відбірний етап, що складався з двох етапів, перший відбувся з 6 жовтня по 16 листопада 2021 року у 13 групах. Другий етап відбувся в березні 2022, сім переможців груп приєдналися до господарів чемпіонату збірної Словаччини.

## Рейтинг збірних
| Збірна     | Коеф.  | Місце |
| ---------- | ------ | ----- |
| Словаччина | 10.167 | —     |

| Збірна     | Коеф.  | Місце |
| ---------- | ------ | ----- |
| Португалія | 29.389 | 1     |

| Збірна     | Коеф.  | Місце |
| ---------- | ------ | ----- |
| Франція    | 23.778 | 2     |
| Англія     | 23.000 | 3     |
| Італія     | 21.889 | 4     |
| Нідерланди | 16.778 | 5     |
| Чехія      | 16.722 | 6     |
| Іспанія    | 16.222 | 7     |
| Німеччина  | 15.833 | 8     |
| Україна    | 14.389 | 9     |
| Ірландія   | 13.278 | 10    |
| Норвегія   | 12.611 | 11    |
| Туреччина  | 12.611 | 12    |
| Австрія    | 11.833 | 13    |
| Хорватія   | 11.611 | 14    |

| Збірна    | Коеф.  | Місце |
| --------- | ------ | ----- |
| Греція    | 11.000 | 15    |
| Бельгія   | 10.667 | 16    |
| Швеція    | 10.278 | 17    |
| Сербія    | 10.167 | 18    |
| Польща    | 10.167 | 19    |
| Шотландія | 9.833  | 20    |
| Ізраїль   | 9.833  | 21    |
| Болгарія  | 9.722  | 22    |
| Угорщина  | 9.167  | 23    |
| Румунія   | 8.833  | 24    |
| Данія     | 8.833  | 25    |
| Словенія  | 8.167  | 26    |
| Грузія    | 7.833  | 27    |

| Збірна               | Коеф. | Місце |
| -------------------- | ----- | ----- |
| Росія                | 7.333 | 28    |
| Фінляндія            | 7.333 | 29    |
| Швейцарія            | 7.000 | 30    |
| Боснія і Герцеговина | 6.667 | 31    |
| Кіпр                 | 5.333 | 32    |
| Уельс                | 5.000 | 33    |
| Латвія               | 4.667 | 34    |
| Ісландія             | 4.667 | 35    |
| Азербайджан          | 4.500 | 36    |
| Північна Македонія   | 4.333 | 37    |
| Північна Ірландія    | 4.333 | 38    |
| Білорусь             | 4.333 | 39    |
| Вірменія             | 3.667 | 40    |

| Збірна            | Коеф. | Місце |
| ----------------- | ----- | ----- |
| Чорногорія        | 3.333 | 41    |
| Косово            | 3.167 | 42    |
| Мальта            | 2.333 | 43    |
| Албанія           | 2.000 | 44    |
| Казахстан         | 1.667 | 45    |
| Андорра           | 1.667 | 46    |
| Люксембург        | 1.667 | 47    |
| Молдова           | 1.333 | 48    |
| Естонія           | 1.333 | 49    |
| Фарерські острови | 1.333 | 50    |
| Литва             | 1.000 | 51    |
| Гібралтар         | 0.333 | 52    |
| Сан-Марино        | 0.000 | 53    |

Примітка
- Команди, виділені жирним шрифтом, вийшли до фінального турніру.

| Ліхтенштейн |

## Перший груповий етап
На першому етапі 52 збірні розділено на 13 груп по 4 збірні у кожній. Матчі відбудуться в одне коло на полі одного з учасників групи. Збірні які посядуть перше та друге місце у своїх групах кваліфікуються до Другого раунду. Турнір пройшов до 16 листопада 2021 року.
| Умовні позначки                           |
| ----------------------------------------- |
| Збірна кваліфікувалася до Другого раунду. |

### 1 група
Матчі пройшли 14 — 20 листопада 2021 року в Швеції.
| Поз | Команда   | І | В | Н | П | ГЗ | ГП | РГ  | О | Кваліфікація           |   | Англія | Швеція | Швейцарія | Андорра |
| --- | --------- | - | - | - | - | -- | -- | --- | - | ---------------------- | - | ------ | ------ | --------- | ------- |
| 1   | Англія    | 3 | 2 | 1 | 0 | 6  | 0  | +6  | 7 | Вихід в елітний раунд. |   | —      | 2–0    | 0–0       | 4–0     |
| 2   | Швеція    | 3 | 2 | 0 | 1 | 4  | 3  | +1  | 6 | Вихід в елітний раунд. |   | —      | —      | 2–1       | 2–0     |
| 3   | Швейцарія | 3 | 1 | 1 | 1 | 7  | 2  | +5  | 4 |                        |   | —      | —      | —         | 6–0     |
| 4   | Андорра   | 3 | 0 | 0 | 3 | 0  | 12 | −12 | 0 |                        | — | —      | —      | —         |         |

### 2 група
Матчі пройшли 10 — 16 листопада 2021 року в Греції.
| Поз | Команда           | І | В | Н | П | ГЗ | ГП | РГ | О | Кваліфікація           |   | Росія | Німеччина | Греція | Фарерські острови |
| --- | ----------------- | - | - | - | - | -- | -- | -- | - | ---------------------- | - | ----- | --------- | ------ | ----------------- |
| 1   | Росія             | 3 | 3 | 0 | 0 | 9  | 1  | +8 | 9 | Вихід в елітний раунд. |   | —     | 3–1       | 1–0    | 5–0               |
| 2   | Німеччина         | 3 | 1 | 1 | 1 | 6  | 5  | +1 | 4 | Вихід в елітний раунд. |   | —     | —         | 1–1    | 4–1               |
| 3   | Греція            | 3 | 0 | 2 | 1 | 1  | 2  | −1 | 2 |                        |   | —     | —         | —      | 0–0               |
| 4   | Фарерські острови | 3 | 0 | 1 | 2 | 1  | 9  | −8 | 1 |                        | — | —     | —         | —      |                   |

### 3 група
Матчі пройшли 6 — 12 жовтня 2021 року в Угорщині.
| Поз | Команда  | І | В | Н | П | ГЗ | ГП | РГ | О | Кваліфікація           |   | Угорщина | Австрія | Білорусь | Естонія |
| --- | -------- | - | - | - | - | -- | -- | -- | - | ---------------------- | - | -------- | ------- | -------- | ------- |
| 1   | Угорщина | 3 | 2 | 1 | 0 | 5  | 2  | +3 | 7 | Вихід в елітний раунд. |   | —        | 1–1     | 2–1      | 2–0     |
| 2   | Австрія  | 3 | 1 | 2 | 0 | 6  | 2  | +4 | 5 | Вихід в елітний раунд. |   | —        | —       | 1–1      | 4–0     |
| 3   | Білорусь | 3 | 1 | 1 | 1 | 3  | 3  | 0  | 4 |                        |   | —        | —       | —        | 1–0     |
| 4   | Естонія  | 3 | 0 | 0 | 3 | 0  | 7  | −7 | 0 |                        | — | —        | —       | —        |         |

### 4 група
Матчі пройшли 10 — 16 листопада 2021 року в Ізраїлі.
| Поз | Команда    | І | В | Н | П | ГЗ | ГП | РГ  | О | Кваліфікація           |   | Нідерланди | Ізраїль | Кіпр | Молдова |
| --- | ---------- | - | - | - | - | -- | -- | --- | - | ---------------------- | - | ---------- | ------- | ---- | ------- |
| 1   | Нідерланди | 3 | 3 | 0 | 0 | 13 | 1  | +12 | 9 | Вихід в елітний раунд. |   | —          | 4–1     | 5–0  | 4–0     |
| 2   | Ізраїль    | 3 | 2 | 0 | 1 | 8  | 4  | +4  | 6 | Вихід в елітний раунд. |   | —          | —       | 1–0  | 6–0     |
| 3   | Кіпр       | 3 | 0 | 1 | 2 | 2  | 8  | −6  | 1 |                        |   | —          | —       | —    | 2–2     |
| 4   | Молдова    | 3 | 0 | 1 | 2 | 2  | 12 | −10 | 1 |                        | — | —          | —       | —    |         |

### 5 група
Матчі пройшли 6 — 12 жовтня 2021 року в Польщі.
| Поз | Команда   | І | В | Н | П | ГЗ | ГП | РГ | О | Кваліфікація           |   | Україна | Фінляндія | Польща | Мальта |
| --- | --------- | - | - | - | - | -- | -- | -- | - | ---------------------- | - | ------- | --------- | ------ | ------ |
| 1   | Україна   | 3 | 2 | 1 | 0 | 8  | 5  | +3 | 7 | Вихід в елітний раунд. |   | —       | 2–1       | 2–2    | 4–2    |
| 2   | Фінляндія | 3 | 2 | 0 | 1 | 5  | 3  | +2 | 6 | Вихід в елітний раунд. |   | —       | —         | 3–1    | 1–0    |
| 3   | Польща    | 3 | 1 | 1 | 1 | 7  | 5  | +2 | 4 |                        |   | —       | —         | —      | 4–0    |
| 4   | Мальта    | 3 | 0 | 0 | 3 | 2  | 9  | −7 | 0 |                        | — | —       | —         | —      |        |

### 6 група
Матчі пройшли 10 — 16 листопада 2021 року в Болгарії.
| Поз | Команда              | І | В | Н | П | ГЗ | ГП | РГ | О | Кваліфікація           |   | Боснія і Герцеговина | Ірландія | Чорногорія | Болгарія |
| --- | -------------------- | - | - | - | - | -- | -- | -- | - | ---------------------- | - | -------------------- | -------- | ---------- | -------- |
| 1   | Боснія і Герцеговина | 3 | 2 | 1 | 0 | 7  | 1  | +6 | 7 | Вихід в елітний раунд. |   | —                    | 1–1      | 4–0        | 2–0      |
| 2   | Ірландія             | 3 | 2 | 1 | 0 | 6  | 3  | +3 | 7 | Вихід в елітний раунд. |   | —                    | —        | 3–2        | 2–0      |
| 3   | Чорногорія           | 3 | 1 | 0 | 2 | 3  | 7  | −4 | 3 |                        |   | —                    | —        | —          | 1–0      |
| 4   | Болгарія             | 3 | 0 | 0 | 3 | 0  | 5  | −5 | 0 |                        | — | —                    | —        | —          |          |

### 7 група
Матчі пройшли 10 — 16 листопада 2021 року в Албанії.
| Поз | Команда            | І | В | Н | П | ГЗ | ГП | РГ | О | Кваліфікація           |   | Франція | Сербія | Албанія | Північна Македонія |
| --- | ------------------ | - | - | - | - | -- | -- | -- | - | ---------------------- | - | ------- | ------ | ------- | ------------------ |
| 1   | Франція            | 3 | 3 | 0 | 0 | 8  | 1  | +7 | 9 | Вихід в елітний раунд. |   | —       | 2–1    | 4–0     | 2–0                |
| 2   | Сербія             | 3 | 1 | 1 | 1 | 5  | 5  | 0  | 4 | Вихід в елітний раунд. |   | —       | —      | 2–2     | 2–1                |
| 3   | Албанія            | 3 | 1 | 1 | 1 | 5  | 7  | −2 | 4 |                        |   | —       | —      | —       | 3–1                |
| 4   | Північна Македонія | 3 | 0 | 0 | 3 | 2  | 7  | −5 | 0 |                        | — | —       | —      | —       |                    |

### 8 група
Матчі пройшли 10 — 16 листопада 2021 року в Люксембурзі.
| Поз | Команда     | І | В | Н | П | ГЗ | ГП | РГ | О | Кваліфікація           |   | Бельгія | Іспанія | Азербайджан | Люксембург |
| --- | ----------- | - | - | - | - | -- | -- | -- | - | ---------------------- | - | ------- | ------- | ----------- | ---------- |
| 1   | Бельгія     | 3 | 2 | 1 | 0 | 12 | 4  | +8 | 7 | Вихід в елітний раунд. |   | —       | 2–2     | 5–1         | 5–1        |
| 2   | Іспанія     | 3 | 2 | 1 | 0 | 10 | 3  | +7 | 7 | Вихід в елітний раунд. |   | —       | —       | 6–0         | 2–1        |
| 3   | Азербайджан | 3 | 1 | 0 | 2 | 3  | 11 | −8 | 3 |                        |   | —       | —       | —           | 2–0        |
| 4   | Люксембург  | 3 | 0 | 0 | 3 | 2  | 9  | −7 | 0 |                        | — | —       | —       | —           |            |

### 9 група
Матчі пройшли 10 — 16 листопада 2021 року в Туреччині.
| Поз | Команда    | І | В | Н | П | ГЗ | ГП | РГ | О | Кваліфікація           |   | Туреччина | Румунія | Латвія | Сан-Марино |
| --- | ---------- | - | - | - | - | -- | -- | -- | - | ---------------------- | - | --------- | ------- | ------ | ---------- |
| 1   | Туреччина  | 3 | 3 | 0 | 0 | 9  | 3  | +6 | 9 | Вихід в елітний раунд. |   | —         | 4–1     | 2–1    | 3–1        |
| 2   | Румунія    | 3 | 2 | 0 | 1 | 7  | 4  | +3 | 6 | Вихід в елітний раунд. |   | —         | —       | 1–0    | 5–0        |
| 3   | Латвія     | 3 | 1 | 0 | 2 | 3  | 3  | 0  | 3 |                        |   | —         | —       | —      | 2–0        |
| 4   | Сан-Марино | 3 | 0 | 0 | 3 | 1  | 10 | −9 | 0 |                        | — | —         | —       | —      |            |

### 10 група
Матчі пройшли 6 — 12 жовтня 2021 року в Норвегії.
| Поз | Команда  | І | В | Н | П | ГЗ | ГП | РГ | О | Кваліфікація           |   | Грузія | Норвегія | Уельс | Косово |
| --- | -------- | - | - | - | - | -- | -- | -- | - | ---------------------- | - | ------ | -------- | ----- | ------ |
| 1   | Грузія   | 3 | 2 | 1 | 0 | 2  | 0  | +2 | 7 | Вихід в елітний раунд. |   | —      | 1–0      | 0–0   | 1–0    |
| 2   | Норвегія | 3 | 2 | 0 | 1 | 8  | 1  | +7 | 6 | Вихід в елітний раунд. |   | —      | —        | 5–0   | 3–0    |
| 3   | Уельс    | 3 | 1 | 1 | 1 | 3  | 5  | −2 | 4 |                        |   | —      | —        | —     | 3–0    |
| 4   | Косово   | 3 | 0 | 0 | 3 | 0  | 7  | −7 | 0 |                        | — | —      | —        | —     |        |

### 11 група
Матчі пройшли 10 — 16 листопада 2021 року в Хорватії.
| Поз | Команда   | І | В | Н | П | ГЗ | ГП | РГ  | О | Кваліфікація           |  | Хорватія | Вірменія | Шотландія | Гібралтар |
| --- | --------- | - | - | - | - | -- | -- | --- | - | ---------------------- |  | -------- | -------- | --------- | --------- |
| 1   | Хорватія  | 3 | 2 | 1 | 0 | 10 | 1  | +9  | 7 | Вихід в елітний раунд. |  | —        | 2–0      | 1–1       | 7–0       |
| 2   | Вірменія  | 3 | 2 | 0 | 1 | 4  | 4  | 0   | 6 | Вихід в елітний раунд. |  | —        | —        | 3–2       | 1–0       |
| 3   | Шотландія | 3 | 1 | 1 | 1 | 6  | 4  | +2  | 4 | Вихід в елітний раунд. |  | —        | —        | —         | 3–0       |
| 4   | Гібралтар | 3 | 0 | 0 | 3 | 0  | 11 | −11 | 0 |                        |  | —        | —        | —         | —         |

### 12 група
Матчі пройшли 6 — 12 жовтня 2021 року в Словенії.
| Поз | Команда  | І | В | Н | П | ГЗ | ГП | РГ | О | Кваліфікація           |   | Італія | Ісландія | Литва | Словенія |
| --- | -------- | - | - | - | - | -- | -- | -- | - | ---------------------- | - | ------ | -------- | ----- | -------- |
| 1   | Італія   | 3 | 3 | 0 | 0 | 8  | 1  | +7 | 9 | Вихід в елітний раунд. |   | —      | 3–0      | 2–0   | 3–1      |
| 2   | Ісландія | 3 | 2 | 0 | 1 | 5  | 5  | 0  | 6 | Вихід в елітний раунд. |   | —      | —        | 2–1   | 3–1      |
| 3   | Литва    | 3 | 0 | 1 | 2 | 2  | 5  | −3 | 1 |                        |   | —      | —        | —     | 1–1      |
| 4   | Словенія | 3 | 0 | 1 | 2 | 3  | 7  | −4 | 1 |                        | — | —      | —        | —     |          |

### 13 група
Матчі пройшли 6 — 12 жовтня 2021 року в Чехії.
| Поз | Команда           | І | В | Н | П | ГЗ | ГП | РГ | О | Кваліфікація           |   | Данія | Чехія | Північна Ірландія | Казахстан |
| --- | ----------------- | - | - | - | - | -- | -- | -- | - | ---------------------- | - | ----- | ----- | ----------------- | --------- |
| 1   | Данія             | 3 | 2 | 1 | 0 | 8  | 3  | +5 | 7 | Вихід в елітний раунд. |   | —     | 1–1   | 2–0               | 5–2       |
| 2   | Чехія             | 3 | 2 | 1 | 0 | 6  | 1  | +5 | 7 | Вихід в елітний раунд. |   | —     | —     | 2–0               | 3–0       |
| 3   | Північна Ірландія | 3 | 1 | 0 | 2 | 2  | 5  | −3 | 3 |                        |   | —     | —     | —                 | 2–1       |
| 4   | Казахстан         | 3 | 0 | 0 | 3 | 3  | 10 | −7 | 0 |                        | — | —     | —     | —                 |           |

## Другий груповий етап

### 1 група
Матчі пройшли 23 — 29 березня 2022 року в Угорщині.
| Поз | Команда   | І | В | Н | П | ГЗ | ГП | РГ | О | Кваліфікація             |   | Ізраїль | Угорщина | Шотландія | Туреччина |
| --- | --------- | - | - | - | - | -- | -- | -- | - | ------------------------ | - | ------- | -------- | --------- | --------- |
| 1   | Ізраїль   | 3 | 2 | 1 | 0 | 4  | 1  | +3 | 7 | Вихід в основний турнір. |   | —       | 0–0      | 1–0       | 3–1       |
| 2   | Угорщина  | 3 | 1 | 1 | 1 | 4  | 2  | +2 | 4 |                          |   | —       | —        | 3–0       | 1–2       |
| 3   | Шотландія | 3 | 1 | 0 | 2 | 2  | 5  | −3 | 3 |                          | — | —       | —        | 2–1       |           |
| 4   | Туреччина | 3 | 1 | 0 | 2 | 4  | 6  | −2 | 3 |                          | — | —       | —        | —         |           |

### 2 група
Матчі пройшли 23 — 29 березня 2022 року в Франції.
| Поз | Команда              | І | В | Н | П | ГЗ | ГП | РГ | О | Кваліфікація             |   | Франція | Боснія і Герцеговина | Чехія | Швеція |
| --- | -------------------- | - | - | - | - | -- | -- | -- | - | ------------------------ | - | ------- | -------------------- | ----- | ------ |
| 1   | Франція              | 3 | 2 | 0 | 1 | 7  | 2  | +5 | 6 | Вихід в основний турнір. |   | —       | 2–1                  | 0–1   | 5–0    |
| 2   | Боснія і Герцеговина | 3 | 2 | 0 | 1 | 5  | 4  | +1 | 6 |                          |   | —       | —                    | 1–0   | 3–2    |
| 3   | Чехія                | 3 | 2 | 0 | 1 | 4  | 2  | +2 | 6 |                          | — | —       | —                    | 3–1   |        |
| 4   | Швеція               | 3 | 0 | 0 | 3 | 3  | 11 | −8 | 0 |                          | — | —       | —                    | —     |        |

1. 1 2 3  Франція більше забила в очних зустрічах проти Боснії і Герцеговини та Чехії. Франція в очній зустрічі забила більше голів у грі проти Боснії і Герцеговини 2–1.

### 3 група
Матчі пройшли 23 — 29 березня 2022 року в Англії.
| Поз | Команда    | І | В | Н | П | ГЗ | ГП | РГ  | О | Кваліфікація             |   | Англія | Португалія | Ірландія | Вірменія |
| --- | ---------- | - | - | - | - | -- | -- | --- | - | ------------------------ | - | ------ | ---------- | -------- | -------- |
| 1   | Англія     | 3 | 3 | 0 | 0 | 9  | 1  | +8  | 9 | Вихід в основний турнір. |   | —      | 2–0        | 3–1      | 4–0      |
| 2   | Португалія | 3 | 2 | 0 | 1 | 8  | 3  | +5  | 6 |                          |   | —      | —          | 4–1      | 4–0      |
| 3   | Ірландія   | 3 | 1 | 0 | 2 | 6  | 7  | −1  | 3 |                          | — | —      | —          | 4–0      |          |
| 4   | Вірменія   | 3 | 0 | 0 | 3 | 0  | 12 | −12 | 0 |                          | — | —      | —          | —        |          |

### 4 група
Матчі пройшли 23 — 29 березня 2022 року в Хорватії.
| Поз | Команда  | І | В | Н | П | ГЗ | ГП | РГ | О | Кваліфікація             |   | Румунія | Ісландія | Грузія | Хорватія |
| --- | -------- | - | - | - | - | -- | -- | -- | - | ------------------------ | - | ------- | -------- | ------ | -------- |
| 1   | Румунія  | 3 | 2 | 0 | 1 | 7  | 5  | +2 | 6 | Вихід в основний турнір. |   | —       | 0–3      | 5–1    | 2–1      |
| 2   | Ісландія | 3 | 1 | 1 | 1 | 5  | 3  | +2 | 4 |                          |   | —       | —        | 1–1    | 1–2      |
| 3   | Грузія   | 3 | 1 | 1 | 1 | 3  | 6  | −3 | 4 |                          | — | —       | —        | 1–0    |          |
| 4   | Хорватія | 3 | 1 | 0 | 2 | 3  | 4  | −1 | 3 |                          | — | —       | —        | —      |          |

### 5 група
Матчі пройшли 23 — 29 березня 2022 року в Фінляндії.
| Поз | Команда   | І | В | Н | П | ГЗ | ГП | РГ | О | Кваліфікація             |   | Італія | Бельгія | Фінляндія | Німеччина |
| --- | --------- | - | - | - | - | -- | -- | -- | - | ------------------------ | - | ------ | ------- | --------- | --------- |
| 1   | Італія    | 3 | 2 | 1 | 0 | 8  | 2  | +6 | 7 | Вихід в основний турнір. |   | —      | 2–0     | 4–0       | 2–2       |
| 2   | Бельгія   | 3 | 1 | 1 | 1 | 5  | 5  | 0  | 4 |                          |   | —      | —       | 3–1       | 2–2       |
| 3   | Фінляндія | 3 | 1 | 0 | 2 | 2  | 7  | −5 | 3 |                          | — | —      | —       | 1–0       |           |
| 4   | Німеччина | 3 | 0 | 2 | 1 | 4  | 5  | −1 | 2 |                          | — | —      | —       | —         |           |

### 6 група
Матчі пройшли 23 — 29 березня 2022 року в Нідерландах.
| Поз | Команда    | І | В | Н | П | ГЗ | ГП | РГ | О | Кваліфікація             |   | Сербія | Україна | Норвегія | Нідерланди |
| --- | ---------- | - | - | - | - | -- | -- | -- | - | ------------------------ | - | ------ | ------- | -------- | ---------- |
| 1   | Сербія     | 3 | 2 | 1 | 0 | 6  | 4  | +2 | 7 | Вихід в основний турнір. |   | —      | 1–1     | 3–2      | 2–1        |
| 2   | Україна    | 3 | 2 | 1 | 0 | 6  | 4  | +2 | 7 |                          |   | —      | —       | 3–2      | 2–1        |
| 3   | Норвегія   | 3 | 0 | 1 | 2 | 5  | 7  | −2 | 1 |                          | — | —      | —       | 1–1      |            |
| 4   | Нідерланди | 3 | 0 | 1 | 2 | 3  | 5  | −2 | 1 |                          | — | —      | —       | —        |            |

1. 1 2  Дисциплінарні бали: Сербія −10, Україна −13.

### 7 група
Матчі пройшли 23 — 29 березня 2022 року в Нідерландах.
| Поз | Команда | І | В | Н | П | ГЗ | ГП | РГ | О | Кваліфікація              |   | Австрія | Іспанія | Данія | Росія |
| --- | ------- | - | - | - | - | -- | -- | -- | - | ------------------------- | - | ------- | ------- | ----- | ----- |
| 1   | Австрія | 2 | 1 | 1 | 0 | 4  | 2  | +2 | 4 | Вихід в основний турнір.  |   | —       | 2–2     | 2–0   | X     |
| 2   | Іспанія | 2 | 0 | 2 | 0 | 5  | 5  | 0  | 2 |                           |   | —       | —       | 3–3   | X     |
| 3   | Данія   | 2 | 0 | 1 | 1 | 3  | 5  | −2 | 1 |                           | — | —       | —       | X     |       |
| 4   | Росія   | 0 | 0 | 0 | 0 | 0  | 0  | 0  | 0 | Позбавлений права участі. |   | —       | —       | —     | —     |

## Збірні, що кваліфікувались на чемпіонат Європи
| Збірна     | Шлях кваліфікації                | Участей | Остання участь | Найкращий результат         |
| ---------- | -------------------------------- | ------- | -------------- | --------------------------- |
| Словаччина | Господар                         | 2       | 2002           | 3-тє місце (2002)           |
| Ізраїль    | Елітний раунд, переможці групи 1 | 2       | 2014           | Груповий етап (2014)        |
| Франція    | Елітний раунд, переможці групи 2 | 12      | 2019           | Чемпіон (2005, 2010, 2016)  |
| Англія     | Елітний раунд, переможці групи 3 | 11      | 2018           | Чемпіон (2017)              |
| Румунія    | Елітний раунд, переможці групи 4 | 2       | 2011           | Груповий етап (2011)        |
| Італія     | Елітний раунд, переможці групи 5 | 8       | 2019           | Чемпіон (2003)              |
| Сербія     | Елітний раунд, переможці групи 6 | 8       | 2014           | Чемпіон (2013)              |
| Австрія    | Елітний раунд, переможці групи 7 | 8       | 2016           | Півфінал (2003, 2006, 2014) |

Примітка: уся статистика виступів включає лише період чемпіонатів U-19 (з 2002 року).